# Đại học Stockholm
Viện Đại học Stockholm hay Đại học Stockholm (tiếng Thụy Điển: Stockholms universitet) là một viện đại học công lập ở Stockholm, Thụy Điển. Viện Đại học Stockholm có hơn 27.500 sinh viên theo học tại bốn phân khoa đại học, khiến cho nó một trong những viện đại học lớn nhất tại Scandinavia. Viện Đại học Stockholm được xếp hạng một trong 100 viện đại học hàng đầu trên thế giới. Viện đại học này đã được chính phủ nước này cho phép giáo dục đại học vào năm 1960 và do đó là viện đại học lâu đời thứ tư tại Thụy Điển.